# Osminia phalarocera
Osminia phalarocera is een vlinder uit de familie wespvlinders (Sesiidae), onderfamilie Sesiinae.
Osminia phalarocera is voor het eerst wetenschappelijk beschreven door Duckworth & Eichlin in 1983. De soort komt voor in het Neotropisch gebied.